# Метсапере (Ляене-Сааре)
Ме́тсапере (ест. Metsapere küla) — село в Естонії, у волості Ляене-Сааре повіту Сааремаа.

## Населення
Чисельність населення на 31 грудня 2011 року становила 5 осіб.

## Географія
Село розташоване в оточенні озер, найбільшими з яких є Нонні (Nonni järv), Тиріярв (Tõrijärv), Рообімаа (Roobimaa järv), Вяйке-Нонні (Väike-Nonni järv) та Ніґу (Nigu laht).
Поблизу села проходить автошлях 112 (Кяесла — Карала — Лоона).

## Історія
Історично Метсапере належало до приходу Кігелконна (Kihelkonna kihelkond).
До 12 грудня 2014 року село входило до складу волості Люманда.